# Dürre Ager
Dürre Ager är ett vattendrag i Österrike.   Det ligger i förbundslandet Oberösterreich, i den centrala delen av landet, 210 km väster om huvudstaden Wien.
Runt Dürre Ager är det i huvudsak tätbebyggt. Runt Dürre Ager är det ganska tätbefolkat, med 120 invånare per kvadratkilometer.